# Christina Hopfe
Christina Hopfe  (* 1976 in Jugenheim, heute zu Seeheim-Jugenheim) ist eine deutsche Bauingenieurin.

## Leben
Christina Hopfe studierte Bauingenieurwesen an der Technischen Universität Darmstadt. Sie war in Deutschland, den Niederlanden, den USA und Großbritannien tätig. Seit 2020 ist sie ordentliche Professorin für Bauphysik an der Technischen Universität Graz und leitet seit Mai 2020 das Institut für Bauphysik, Gebäudetechnik und Hochbau. Sie ist zugelassene Ingenieurin (CEng) und Fellow der CIBSE und IBPSA. Ihre Forschungsschwerpunkte sind Entscheidungsunterstützungstechniken mithilfe der Gebäudeleistungssimulation, einschließlich Niedrig- und Plusenergiegebäude, Unsicherheitsquantifizierung in Gebäudesimulationsmodellen, Optimierungstechniken und fortgeschrittene Lehrmethoden für die Gebäudeleistung.
Hopfe ist Autorin und Mitherausgeberin des „Passivhaus Designer’s Manual“; 2016–2018 in die engere Auswahl der Routledge-Bestsellerbücher im Bereich Architektur gewählt. Im Jahr 2013 war sie eine von 28 Nominierten, die in der Kategorie „Stars of Building Science“ der Virtual Academy of Excellence des BRE in die engere Wahl kamen. Sie ist außerdem Gewinnerin der CIBSE Dufton-Silbermedaille 2021, die für Arbeiten mit Bezug zur Grundlagenforschung verliehen wird.

## Mitgliedschaften
- Vorstandsmitglied (Director-at large) IBPSA World
- Vorstandsmitglied der deutschsprachigen Sektion der IBPSA
- Mitglied der Innenraumlufthygiene-Kommission (IRK) im Umweltbundesamt (Deutschland)
- Mitglied des wissenschaftlich-strategischen Beirats Arbeitsgemeinschaft Erneuerbare Energie AEE Intec

## Veröffentlichungen (Auswahl)
- The Passivhaus Designer’s Manual: A technical guide to low and zero energy buildings, Routledge, ISBN 9781315726434, doi
- Uncertainty and sensitivity analysis in building performance simulation for decision support and design optimization, ISBN 978-90-6814-617-2